# Мабоанг, Эмманюэль
Эмманюэль Мабоанг (фр. Emmanuel Maboang; 27 ноября 1968, Ндики-Мбам, Камерун) — камерунский футболист, полузащитник.

## Карьера
Эмманюэль родился в городе Ндики-Мбам. Первым клубом игрока стал «Канон» из города Яунде. В 1991 году отправился в португальский клуб «Портимоненсе», а затем в «Риу Аве». В нём он провёл три года и сыграл около 70 матчей. Спустя пару лет стал игроком сингапурского «Пелита Джая». Данный клуб стал последней командой в его карьере. Мабоанг завершил карьеру в 1998 году.